# مطار تريفاندروم الدولي
مطار تريفاندروم الدولي (بالإنجليزية: Trivandrum International Airport)‏ (إياتا: TRV، إيكاو: VOTV)، هو مطار دولي يخدم في المقام الأول مدن ثيروفانانثابورام، ناجيرسول، كنياكماري وكولام. وهو المطار الأول في ولاية كيرلا، والمطار الدولي الخامس في الهند. المطار هو قاعدة أساسية لعمليات طيران الهند إكسبريس وهي مدينة التركيز لكل من شركات طيران الهند، خطوط جت الجوية، سبايس جيت وخطوط إنديقو
تقع صالة ركاب مطار تريفاندروم الدولي (TRV) على بعد حوالي 3.7 كـم (2.3 ميل) غربا من وسط المدينة، وعلى بعد 16 كـم (9.9 ميل) من شاطئ كوفلام، وعلى بعد 13 كـم (8.1 ميل) من تيكنوبارك ثيروفانانثابورام وعلى بعد 21 كـم (13 ميل) من ميناء فيزينجام البحري (تحت الإنشاء). والصالة بمساحة 700 فدانا (280 هكتار). وتنطلق من هذه الصالة رحلات جوية تتجه إلى دول الشرق الأوسط وجنوب شرق آسيا.
يوجد في مطار تريفاندروم الدولي اثنين من صالات الركاب. وهما، صالة ركاب 1 والمخصصة لعمليات الطيران المحلي (باستثناء طيران الهند) وصالة ركاب 2 المخصصة لجميع عمليات الطيران الدولية وكذلك جميع الرحلات الداخلية المشغلة من قبل شركة طيران الهند.
بالإضافة إلى العمليات المدنية، فأن مطار تريفاندروم يستخدم من قبل القوات الجوية الهندية (IAF) وخفر السواحل لعملياتهم الاستراتيجية. ولدى القوات الجوية الهندية ساحة حصرية للتعامل مع جميع عملياتها. أيضا، فأن المطار يستخدم من قبل أكاديمية راجيف غاندي لتكنولوجيا الطيران لتنفيذ أنشطة التدريب التجريبية.
يستضيف مطار تريفاندروم الدولي وحدة صيانة وإصلاح (MRO) تابعة لطيران الهند للطائرات ضيقة البدن، وتتألف من حظيرتي تستوعب طائرات بوينغ 737، ومعظمها طائرات تابعة لطيران الهند إكسبريس .

## الخطوط الجوية والوجهات

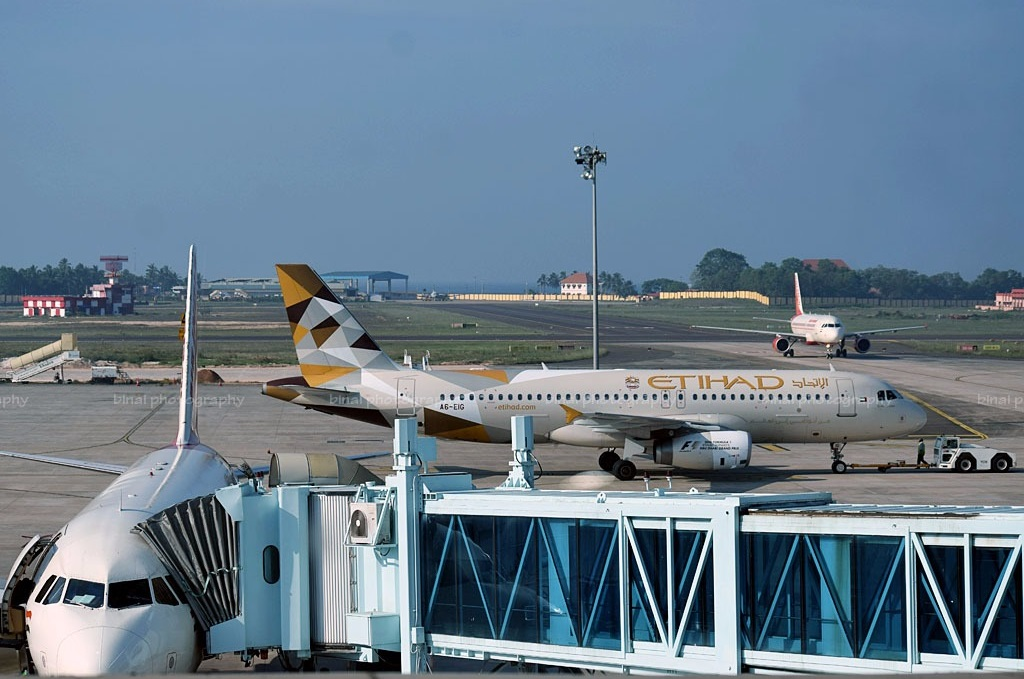
منظر المطار.

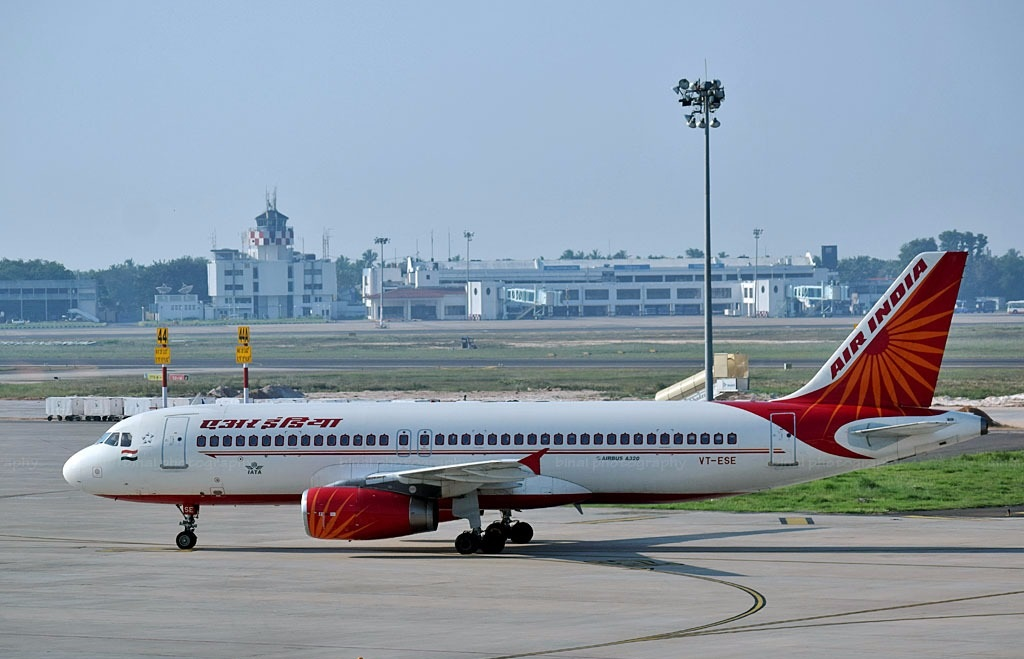
طائرة الخطوط الجوية الهندية إيرباص إيه 320 في المطار

| شركـات طيـران             | الوجهات |
| ------------------------- | --- |
| العربية للطيران           | مطار أبو ظبي الدولي، مطار الشارقة الدولي |
| طيران الهند               | مطار أنديرا غاندي الدولي، مطار تشاتراباتي شيفاجي الدولي |
| طيران الهند إكسبريس       | مطار أبو ظبي الدولي، مطار البحرين الدولي، مطار الملك فهد الدولي، مطار حمد الدولي، مطار دبي الدولي، مطار كاليكوت الدولي، مطار مسقط الدولي، مطار صلالة، مطار الشارقة الدولي                                                                                   |
| طيران الإمارات            | مطار دبي الدولي |
| طيران الخليج              | مطار البحرين الدولي |
| خطوط إنديقو               | مطار سردار فالابهبهاي باتل الدولي، مطار كيمبيغودا الدولي، مطار تشيناي الدولي، مطار أنديرا غاندي الدولي، مطار راجيف غاندي الدولي، Kannur، مطار كوتشين، مطار تشاتراباتي شيفاجي الدولي، مطار د. باباساحب أمبدكار الدولي، مطار بوني الدولي، مطار الشارقة الدولي |
| الخطوط الجوية الكويتية    | مطار الكويت الدولي |
| Maldivian                 | مطار فيلانا الدولي موسمي: Hanimaadhoo |
| الخطوط الجوية القطرية     | مطار حمد الدولي |
| طيران السلام              | مطار مسقط الدولي |
| سكوت للطيران              | مطار شانغي سنغافورة |
| سبايس جيت                 | مطار كيمبيغودا الدولي |
| الخطوط الجوية السريلانكية | مطار باندارنيك الدولي |
| فيستارا                   | مطار أنديرا غاندي الدولي، مطار تشاتراباتي شيفاجي الدولي |

## روابط خارجية
- Trivandrum International Airport at the هيئة مطارات الهند